# Il giardino delle streghe
Il giardino delle streghe (The Curse of the Cat People) è un film del 1944 diretto da Gunther von Fritsch e Robert Wise.
Il film è il seguito de Il bacio della pantera (1942) di Jacques Tourneur.

## Trama
Dopo la morte di Irena, Oliver e Alice si sono sposati e hanno avuto una figlia, Amy.

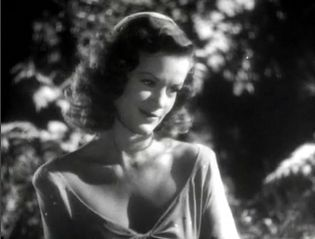
Simone Simon

Amy è una bambina malinconica e sensibile: la morte di una farfalla, uccisa accidentalmente da un compagno di scuola, sembra turbarla molto e questo fatto richiama l'attenzione della signora Callahan, la sua insegnante, che comprende bene quanto sia insolita la natura di Amy. Alla bambina piace star sola a giocare in giardino e crede che le storie meravigliose raccontate dagli adulti possano diventare reali. I suoi genitori vorrebbero però vederla felice in compagnia degli altri bambini e così organizzano una festa per il suo compleanno; ma nel giorno stabilito nessuno degli invitati si presenta a casa loro. Oliver scopre che Amy aveva messo tutte le buste con gli inviti dentro un albero cavo del giardino e la bambina gli ricorda che era stato proprio lui a definirlo un albero magico; il padre allora le raccomanda di imparare a distinguere ciò che è vero da ciò che è soltanto frutto della fantasia.
Amy promette a mamma e papà che d'ora in avanti sarà più buona e che giocherà con i suoi amici e non più da sola. Gli altri bambini però la evitano perché lei non ha mantenuto la promessa di invitarli alla sua festa di compleanno, e nel tentativo di raggiungere alcune amichette che l'hanno abbandonata Amy arriva nei pressi di una vecchia casa. Qui sente provenire da una finestra la voce di una donna misteriosa che dopo averle chiesto di entrare nel giardino le fa trovare un anello infilato in un fazzoletto bianco. Al sopraggiungere di un'altra donna, la voce dice a Amy di andarsene subito.

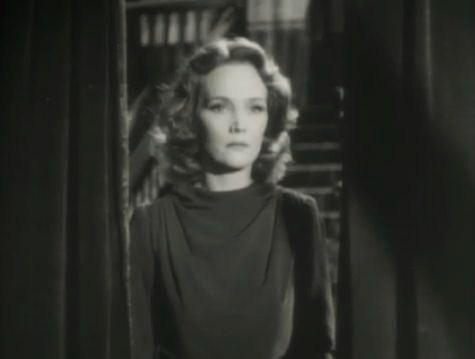
Elizabeth Russell

A casa dei genitori la bambina mostra l'anello a Edward, il domestico, e da lui sente narrare la storia degli anelli fatati della Giamaica che sono capaci di realizzare i desideri. Amy racconta poi la sua piccola avventura al padre, il quale però non le crede e la sgrida per aver detto una bugia. Uscita in giardino, la bambina vuole vedere se davvero il suo è un anello magico ed esprime perciò il desiderio di avere un'amica; improvvisamente una strana luce scende sul giardino e poco dopo Oliver e Edward vedono Amy giocare come fosse in compagnia di qualcuno. Più tardi la mamma spiega a Amy che non si devono accettare regali da persone sconosciute e le fa promettere di restituire l'anello. Tornata nella vecchia casa, Amy scopre che a donarglielo è stata la signora Farren, un'attrice di teatro in pensione che vive con una giovane donna di nome Barbara; quest'ultima sostiene d'essere sua figlia ma l'anziana artista non la riconosce come tale. La signora Farren racconta a Amy la leggenda di Sleepy Hollow e del cavaliere senza testa e la bambina ne rimane molto impressionata, tanto che durante la notte non riesce a dormire per la paura; ancora una volta, con l'aiuto dell'anello, chiama la sua misteriosa amica e nel buio della stanza si ode la voce di una donna che canta una ninna-nanna.

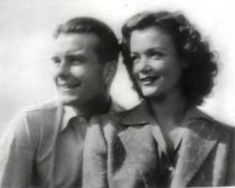
Kent Smith e Simone Simon

Trovata per caso una fotografia che ritrae Irena, Amy la mostra alla mamma e le chiede come si chiamasse quella donna; poi esce in giardino e ripetendo lo stesso nome vede comparire la compagna di giochi che lei aveva evocato grazie all'anello magico. Amy vorrebbe sapere da dove venga ma Irena non può dirglielo; assieme fanno i compiti, giocano a rincorrersi o con le bambole e talvolta Irena compie strani riti col fuoco.
Passano i mesi, arriva il Natale, Amy è felice con la sua amica Irena, alla quale regala una spilla, e regala un anello anche alla signora Farren, suscitando però l'odio di Barbara che si sente respinta dalla madre per colpa sua. Una sera viene ritrovata un'altra fotografia che ritrae Oliver con Irena e Amy rivela che quella è l'amica con cui gioca ogni giorno in giardino. Il padre rimprovera la bambina e siccome lei insiste a dire che Irena non è una sua invenzione ma esiste realmente, lui la punisce severamente. Irena appare a Amy nella sua cameretta e le fa capire che, per il suo bene, è meglio che lei se ne vada per sempre; e così avviene. Amy è disperata, non vuole perdere Irena, così esce sola nella notte per andare a raggiungerla ovunque si trovi.

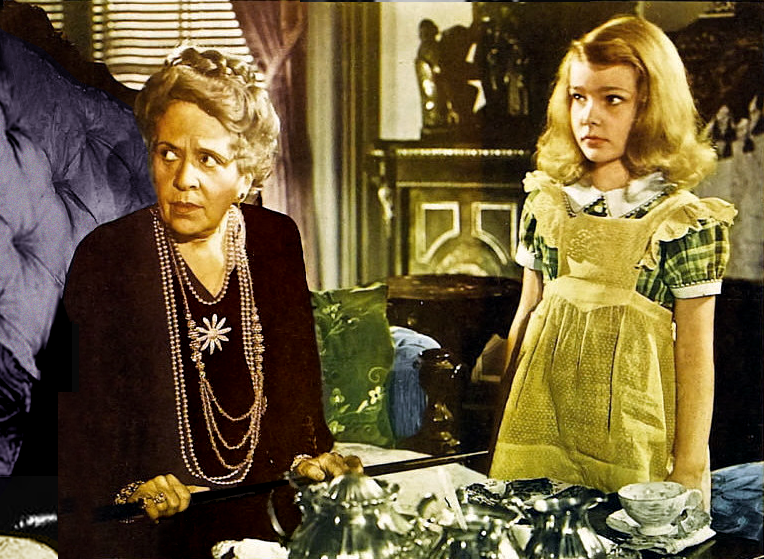
Julia Dean e Ann Carter

Spaventata da una tempesta di neve e da un'automobile il cui rotolare di gomme ricorda il galoppo del cavaliere senza testa, Amy arriva infine a casa Farren, dove è accolta dalla vecchia signora, che però ha un malore e cade a terra priva di vita; Barbara, vedendola morta, dà la colpa a Amy e quasi vorrebbe ucciderla. Quando però la bambina implora l'aiuto di Irena, Barbara sembra assumerne per un momento le sembianze e così Amy le va incontro per abbracciarla; la donna, colpita dall'atteggiamento di Amy, accoglie benevolmente il suo gesto d'affetto. Ritornata a casa, Amy rivede Irena in giardino per l'ultima volta e il papà le dice d'averla finalmente vista anche lui.

## Produzione
Le riprese del film, prodotto dalla RKO Radio Pictures, durarono dal 26 agosto al 4 ottobre 1943 con delle scene aggiunte il 21 novembre.

## Distribuzione
Il copyright del film, richiesto dalla RKO Radio Pictures, Inc., fu registrato il 17 febbraio 1944 con il numero LP12595.

### Versione italiana
Nella versione DVD disponibile in Italia sono stati tagliati ben sei minuti, cosa che rende oscuri molti nodi della trama. La versione completa è stata trasmessa su Fuori orario. Cose (mai) viste.